# 人造人間100
『人造人間100』（じんぞうにんげん100）は、江ノ島だいすけによる日本の漫画。『週刊少年ジャンプ』（集英社）において、2023年1号から同年40号まで連載された。読切が存在し、2021年46号に掲載され金未来杯を受賞し連載に至った。
なお、本作品ではフランケンシュタインをモチーフとしている。

## 沿革
2021年、『週刊少年ジャンプ』（集英社）で開催された第15回金未来杯のエントリー2番の作品として、同年46号に掲載。
2022年11月7日、『週刊少年ジャンプ』50号より展開された「新連載4連弾」の1作として、本作の開始が発表される。同年12月5日発売の同誌2023年1号より連載開始。連載の開始を記念してPVが公開され、同年12月12日にはYouTubeジャンプチャンネルにて読み切りのボイスコミックを公開。
2023年3月12日から、本作のボイスコミックを公開。同年6月、「次にくるマンガ大賞2023」コミックス部門にノミネートされる。同年9月4日発売の『週刊少年ジャンプ』40号にて連載が終了した。
連載終了後、『少年ジャンプ+』（同）にて、2023年11月1日に特別番外編を掲載。

## あらすじ
不老長寿の一族、八百家の屋敷が人造人間たちに襲撃された。ただ一人生き残った少年・八百あしびは、復讐のために人造人間No.100と契約を交わす。あしびは己の身体を傷つけることで、血臭で人造人間をおびき寄せNo.100が狩る。
2人は対人造人間組織「モートセーフ」の存在を知る。あしびはNo.100を使いこなすために入隊を試み、ある人造人間の討伐を命じられ成し遂げる。続く入隊初の任務で遭遇した人造人間は、八百家の肉体を縫合した強敵であった。あしびは自分にも戦う力が必要と知り訓練を始めるのだった。

## 用語
人造人間
全身縫い目だらけの、人の形をした生き物。体内のどこかに宝石状の「核」がある。
ある博士が人間の死体を材料として「理想の人間」を目指して造り出した。彼らは全員が例外なく、優れた人間の肉体を奪い取って己に縫い付けることで理想の人間に成ることを目的とする。番号は製造順であり、番号が大きい者ほど強い。
人間同様に外傷で殺すことができる。ただし八百家の肉を縫合した者は高い治癒力を持つため、核を壊さない限り死なない。

## 登場人物
声の項はボイスコミックの声優。
八百あしび
声 - 村中知
本作の主人公。小柄な少年で、年齢は14歳だが幼く見える。一人称は「俺」。
平均寿命110歳を超える不老長寿の一族・八百家のただ一人の生き残り。目的は家族の復讐であり、全ての人造人間を殺すことである。自分の身体を傷つけて、血臭で人造人間をおびき寄せるという戦い方をする。
人造人間No.100
声 - 日笠陽子
長身で赤い瞳の貴婦人。首のリボンの下には、巨大な縫い目が隠れている。男勝りな口調で話す。
最後に作られた最強の人造人間である。あしびが成人したら肉体を貰い受けるという条件で、全ての人造人間を殺すという契約を結んだ。これは悪魔の契約であり、彼女は約束を守るつもりであるが、それはあしびの肉を縫い付けた後でNo.1を殺すという意味であることが伏せられていた。なお、あしびが傷つけられると激怒する。
ルカ
声 - 谷川誠
モートセーフ戦闘員・五ツ星（人造人間No.80-100に相当）。好青年。何らかの優れた能力を持つ。まだ子供のあしびを人造人間から遠ざけたいと説得を試みる。
ヒューゴ
モートセーフ戦闘員・一ツ星（人造人間No.1-20に相当）。15歳の少年。真面目な性格。銃弾の軌道を視認して素手で弾くことができる。
ボス
モートセーフのボス。10代の少女。戦略で重要なこととは絶対にブレない駒であるという持論を持つ。
人造人間No.1
始まりの人造人間。博士の助手。
博士亡き今、人造人間の体を縫合できる唯一の人物とされる。全ての人造人間が、肉体を集めて彼に強化してもらおうと考えている。
ロキシー
歌姫。演者を担当する人間ロキシーと、声を担当する人造人間ロキシーの2人組。No.は推定一桁。
人造人間No.33
頭部に野球ボール状に縫い目がある。縞柄の服と長髪の男性。目に特化しており、さらに八百一族の肉を併せ持つため再生力が高く、No.以上に強い。
子供を誘拐し、育ったら殺して肉体を得ていた。八百家の生き残りのあしびのことを探していた。
博士
声 - 常盤昌平
No.100が生まれた日に死んだという。
あしびの姉
声 - 藍谷早咲
回想でしばしば登場する。

## 読切版
『週刊少年ジャンプ』2021年46号に掲載されたセンターカラー49ページの読切。

## 書誌情報
- 江ノ島だいすけ『人造人間100』集英社〈ジャンプ コミックス〉、全5巻
  1. 「理想の人間」2023年4月4日発売[13][14]、ISBN 978-4-08-883455-9
  2. 「似て非なるもの」2023年6月2日発売[15]、ISBN 978-4-08-883552-5
  3. 「始まりの人造人間」2023年9月4日発売[16]、ISBN 978-4-08-883632-4
  4. 「殺身成仁の精神」2023年11月2日発売[17]、ISBN 978-4-08-883688-1
  5. 「契約履行」2023年11月2日発売[18]、ISBN 978-4-08-883736-9